# Oxmox
Oxmox (Eigenschreibweise: OXMOX) ist ein seit 1977 erscheinendes Hamburger Stadtmagazin.

## Inhalte
Oxmox stellt überwiegend Terminpläne für Musik- und Unterhaltungsveranstaltungen im Raum Hamburg bereit. Die Zeitschrift liefert zudem Veranstaltungsberichte sowie Film-, Konzert-, Platten- und Buchkritiken. Sie beinhaltet überdies einen Kleinanzeigenteil für Musiker, Singles und Sonstiges.

## Politisches und gesellschaftliches Engagement
Oxmox unterstützt seit vielen Jahren Musikinitiativen, die gegen Rechtsextremismus Stellung beziehen, wie etwa Rock gegen Rechts oder Laut gegen Nazis. Seit einigen Jahren besteht eine Kooperation mit dem Hamburger Fußballverein FC St. Pauli. Sie drückte sich unter anderem in einem Schwerpunktheft zum 100-jährigen Jubiläum des Vereins aus und einem Special zum Saisonauftakt der Fußball-Bundesliga 2010/11. 2013 engagierte sich das Magazin durch Berichte und Unterstützung entsprechender Kampagnen für den Verbleib der sogenannten Lampedusa-Flüchtlinge, die seit März 2013 in Hamburg leben. Auch in Umweltdebatten positioniert sich das Blatt. Das Magazin gehörte zu den Medien, die 1984 immer wieder auf die Grundwasserverseuchung mit Dioxin hinwiesen, die das Unternehmen Boehringer Ingelheim in Hamburg-Moorfleet verursacht hatte. Berichte über Umweltthemen gehören auch heute zum Magazin. So lehnt die Redaktion Fracking mit Verweis auf Gefahren für das Trinkwasser ab.

## Musikförderung
Oxmox fördert seit 1985 mithilfe des Hamburger Bandcontests Nachwuchsbands. Jährlich bewerben sich rund 200 Musiker und Bands. Sie kommen überwiegend aus Norddeutschland, aber auch aus dem restlichen Bundesgebiet sowie dem europäischen Ausland. Die Finalisten treffen in einem ausgewählten Hamburger Club aufeinander. Die Entscheidung über den Sieg treffen Zuschauer und eine Jury, die  aus Journalisten, Musikern und Talentscouts besteht, gemeinsam. Teilnehmer waren neben anderen Revolverheld, 5th Avenue, Carsten Pape, Ian O’Brien-Docker mit seiner damaligen Band Sils Maria und die Cucumber Men.

## Auflage
Im November 2013 sind 36.480 Exemplare verkauft worden. Der Titel unterliegt seit dem vierten Quartal 2006 nicht mehr der Auflagenprüfung durch die Informationsgemeinschaft zur Feststellung der Verbreitung von Werbeträgern (IVW). Die letzte von IVW ermittelte Zahl zur Verbreitung belief sich auf zusammen auf 36.533 Exemplare pro Monat im Quartal 3/2006.

## Zeitschriftenfamilie
Zur Zeitschriftenfamilie um Oxmox gehören „Uni-Extra“ (kostenloses studentisches Magazin), „Update“ (kostenloser Veranstaltungsplan) sowie die Gastronomie-Führer „Hamburg geht aus!“ und „Gastro-Führer“. 

## Mitarbeiter
Zu den Mitarbeitern des Magazins gehören beziehungsweise gehörten Harm Bengen, Osman Engin, Brösel, Fuchsi, Mumia Abu-Jamal, Ortwin Löwa, Peter Puck, Jim Rakete, Peter Thulke, Otto Waalkes und Günter Zint.

## Kritik
Im Vorfeld der Bürgerschaftswahl in Hamburg 2008 druckte das Stadtmagazin eine Anzeige der rechtsextremen Deutschen Volksunion (DVU). Chefredakteur und Herausgeber Klaus M. Schulz bedauerte diesen „einmaligen Fehler“, aus allen noch greifbaren Exemplaren habe man die Wahlwerbung entfernt. Die DVU ihrerseits kritisierte die Entfernung der Anzeige als Gefahr für die Pressefreiheit.

## Trivia
In Svende Merians Roman Der Tod des Märchenprinzen lernt die Protagonistin ihren Partner über eine Oxmox-Kontaktanzeige kennen.